# Uruk-hai
Az uruk-hai J. R. R. Tolkien kitalált világának egyik népe. Ez a faj Középföldén él, és a harmadkorban jelent meg. Az uruk-hai faj legvalószínűbben az orkok és az emberek keresztezésével született meg (a Peter Jackson rendezte filmek magyar szinkronjában az emberek helyett a „lidérc” szó szerepel az eredeti „goblins” (= manók, orkok) helyett, ami szerencsétlen félrefordítás), és az ork faj egyik alfajának tekinthető. Az uruk-haiok alapvetően úgy néznek ki és úgy viselkednek, mint a közönséges orkok, csak sokkal nagyobbak és erősebbek.

## Létrejöttük
Szauron Mordorban és Szarumán Vasudvardban hozta létre ezeket az orkokat, a filmben az utóbbi is Szauron parancsára történik (a könyvben lévő utalások alapján a könyvbeli Szarumán inkább Szauront kijátszandó, semmint az ő parancsára alkot magánhadsereget).
Ahogyan az orkok eredeti fajáról, úgy az uruk-haiok létrejöttéről is csak kevés egészen biztosat tudunk a fentieken kívül. A könyvben utalások vannak arra, hogy az uruk-haioknak emberek, mégpedig ősi (azaz nem númenori / gondori fajta) északi típusú (eriadori) emberek (amilyenek Tóvárosban, Bríben és más, Gondortól és Mordortól északra lévő helyeken laktak) is voltak az őseik között. Az uruk-hai fajta bírja a napfényt, ami a közönséges orkokat megbetegíti, ami arra utal, hogy az ork fajt emberi jellemzőkkel javították fel. Az uruk-haiok, legalábbis a Szarumán szolgálatában állóké, felszerelésben – ruházatban, fegyverzetben – egyeznek az északi emberekkel (ez az emberfajta nem csak északon fordul elő, hanem pl. Bríben is, ahol Szarumánnak jó kapcsolatai vannak).
Ha voltak az uruk-haioknak emberi őseik, ezek tündék vagy törpök vagy más szabad nép nem lehettek, mert ezek a Harmadkorban nem szolgálták sem Szauront, sem Szarumánt, tehát maradnak az emberek, akik viszont nagy számban voltak mindkét hadúr alattvalói között. Szarumán bázisa Eriadortól közvetlenül délre volt, Szauron egy birtoka pedig Észak-Középföldén, Dol Guldurban. Az eriadori típusú embereken kívül szóba jöhetnek ezek ősei, a Vasudvardtól délkeletre lévő Dunföld dombsági vademberek is, akik eleve mindig hajlottak arra, hogy a gonosz erőket szolgálják.
A Szillszakáll nevű szereplő, egy ent, akinek népét az uruk-haiok és az orkok megtámadták, a könyvben azt kérdezi egy helyen, hogy vajon vegyítette-e Szarumán az orkokat és az embereket, vagy pedig egyszerűen embereket rontott meg (torzított el – itt nem alakváltó varázslatra kell gondolni, ami Tolkien világától idegen, hanem tenyésztésre, emberkísérletekre). Bár ez magában a könyvben is spekulációként hangzik el, sok rajongó, irodalomkritikus és filmelemző is készpénznek veszi és kész tényként közli. Hogy ez elhamarkodott vélemény, azt Tolkien is írja az egyik levelében (153. sz. levél): „Szillszakáll csak egy szereplő a történetemben, de nem azonos velem; s bár emlékezete csodálatra méltó és józanparasztias bölcsességgel is bír, nem tartozik a Bölcsek és Nagyok közé, így sok minden van, amit nem tud vagy nem ért.” A filmben is kész tényként szerepel, a magyar szinkron még a bevezetőben is említett fordítási hibával tetőzi ezt.
A Morgoth gyűrűje c. könyv szerint: „Az emberek Morgoth vagy bábjai uralma alatt néhány generáció alatt annyira elsilányíthatóak mind szellemben, mind szokásokban, hogy majdnem az orkok szintjére kerülnek, ennek eredményeképp még arra hajlandóak vagy kényszeríthetőek, hogy orkokkal párosodjanak, új fajtákat teremtve, amik általában nagyobbak és ravaszabbak, mint ork elődeik. Nincs kétség, hogy jó idővel az Ő uralma után, a Harmadkorban, Szarumán – talán szerencse, talán ősi feljegyzések által – újra felfedezte e lehetőséget, és uralom utáni vágyától hajtva elkövette minden gaztettei között ezt, a legszörnyűbbet: emberféle orkokat hozott létre, akik óriásiak és eszesek voltak, valamint orkféle embereket, akik álnokak és hitványak.” E könyv ideillő részletében Tolkien kijelenti, hogy Szarumán valóban keresztezte az orkokat az emberekkel, így létrehozva a "hatalmas és ravasz ember-orkokat", és az "áruló és erkölcstelen ork-embereket". Azonban az uruk-hai, a félorkok és a koboldemberek kapcsolata ezekkel a lényekkel tisztázatlan.
Bár az idézett szakasz nem említi az uruk-haiokat, a leírások alapján valószínűleg azonosak az említett „ember(féle)-orkokkal” – míg az „orkféle emberek” valószínűleg Szarumán egyes Bríbeli kémeire utal, akik teljesen emberszerűek, noha ábrázatuk bandzsa és ronda orkszerű arc, és mindenféle banditizmust követnek el (pl. ellopják a Gyűrű Szövetsége lovait a Pajkos Póniból).

## Tulajdonságaik
Az uruk-haiok gyorsan, nagy távokat képesek megtenni, a napfényben is járhatnak, és sokkal szívósabbak és erősebbek a többi ork fajnál. Ezeket az uruk-haiokat vetette be Szarumán, hogy hozzák el neki a Gyűrűt és félszerzet hordozóját. Különítménye, egy kb. százfős horda az Amon Hen nevű helyen rajtaütött a Gyűrű Szövetségén, de Frodó helyett tévedésből Tuk Peregrint és Borbak Trufát cipelték el egészen Rohan földjéig, ahol a rohani vezér, Éomer a seregével rajtuk ütött és lemészárolta az orkokat.
Szarumán a Helm-szurdok ostrománál is főképp ezt a fajt használta fel tízezres létszámban, és valószínűleg Minas Tirith ostrománál és a végső mordori csatában is jelen voltak.
Szarumán orkjai főként silány kenyéren, lóhúson (valószínűleg a rohani lovakat elrabolva) és emberhúson élnek. Saját készítésű italuk az ork pálinka, ami egy olajszerű, bűzös, fekete folyadék.
Az uruk-haiok tulajdonságaikban is jóval kevésbé hitványak, mint a közönséges orkok. A végsőkig hűségesek urukhoz, Szarumánhoz és a küldetésükhöz, sem félelem, sem Grisnák ravaszkodása nem képes őket korrumpálni, míg a mordori és északi orkokat elsősorban a félelem hajtja uraiktól, mindenekelőtt Szauron és lidércei hatalmától és mágiájától, illetve az északiak bosszúból kívánnak öldökölni. Az uruk-haiok fegyelmezett, sőt fanatikus elitkatonák, annak ellenére, hogy állatias voltuk miatt elitcsapathoz kevéssé méltó dolgokat is cselekednek (pl. megeszik a legyőzött ellenfeleket); míg a többi ork inkább egy középkori zsoldoscsapat vagy kalózbanda erkölcsi színvonalán és fegyelmén működik. Erejükre és összetartásukra is büszkék, mint az emberek, minden körülmények között őrzik a maguk rendjét, míg Tolkien leírása szerint a közönséges orkok a saját fajtájukat is gyűlölik, és szabadjára engedve, még egymást is gyilkolásszák.

## Terminológia
Az uruk-hai név első eleme az uruk, ami a mordori Fekete Beszéd szava, és az ork szóból ered. Az ork a quenya urko szóból származik. A második elem, a hai jelentése "nép". Az "uruk-hai" szó jelentése tehát "ork-nép". Hasonló fogalom az olog-hai ("troll-nép"), ami egy különösen erős és gonosz troll-faj neve.
Christopher Tolkien az "uruk" szót az "uruk-hai" anglicizmusának tartja, és apja számtalanszor keverve használta a két kifejezést. Bár az "uruk-hai" egyszerűen ork-népet jelent, a fogalom Mordor és Vasudvard ork katonáit jelöli. A többi faj neve snaga ("szolga") volt.

## Uruk-hai Tolkien műveiben
Az Uruk-hai orkok, először – nagyon erős, fekete orkokként jellemezve – a harmadkor 2475-ös éve körül jelentek meg, amikor elfoglalták Ithiliát és Osgiliath városát. Ezeket az urukokat Szauron tenyésztette, de Szarumán egy új fajt alkotott továbbfejlesztett képességekkel, mint például a napfénnyel szembeni ellenállás és erősebb testalkat. Magasságukat és erejüket kihasználva lenézik a többi orkot és rettegésben tartják őket.
A két toronyban Aragorn észreveszi, hogy az Amon Hen-en elesett uruk-hai különbözik az összes eddigi ork fajtól. Szilszakáll úgy gondolja, hogy Szarumán keresztezte az orkokat az emberekkel; a tettet "sötét gonoszságnak" nevezte. Ezek az orkok, akik magukat "a harcos uruk-hai"-nak nevezték, alkották nagyrészt Szarumán seregét, de mellettük voltak a seregben dúnföldiek és Rohan egyéb ellenségei is. Gyorsabbak, erősebbek és nagyobbak voltak az átlagos orkoknál, és nappal is képesek voltak utazni anélkül, hogy meggyengültek volna, habár ők sem szerették a napfényt. Szarumán emberhússal etette őket. Szarumán uruk-hai orkjai a Vas-folyó gázlójánál két csatát vívtak a rohírokkal. Az első csatában Théoden király fia, Théodred elesett. A második csatában, a kürtvári csatában a rohírok az urukok túlnyomó részét megölték, és a sereget legyőzték.
"Az Uruk-hai orkok" c. fejezet részletes összehasonlítást tartalmaz az orkok különböző fajtái között. Ott folytatja "Boromir halála" c. fejezetet, amikor Boromirról kiderül, hogy haldoklik, és Trufát, illetve Pippint elviszik az orkok, akik már napok óta követték a Szövetséget. A fejezet az orkok Rohant átszelő vágtáját tárgyalja, miközben Aragorn, Legolas és Gimli a nyomukba ered és találkozik az Éomer vezette lovassággal.
Az ork csapat Szauron Grishnákh vezette mordori orkjaiból, Szarumán Uglúk vezette "harcos uruk-hai"-jaiból, és az "északiakból", Mória orkjaiból állt. Vasudvard urukjai ölték meg Boromirt és fogták el Trufát és Pippint, és az ő tetemeiket találta Aragorn különösnek.
A vasudvardi uruk-haik voltak a legmagasabb orkok, és vastag, egyenes lábuk volt (ezzel szemben a mordori orkok karikalábúak voltak) és hatalmas kezük. Habár a vasudvardiak sem szerették a napfényt, a többi orkkal ellentétben ők elviselték azt. A mordori orkok mind hosszú karúak és karikalábúak voltak; nem alacsonyabbak a vasudvardiaknál, mégis nagyobbak és erősebbek a móriai orkoknál. A móriai orkok viszont jobban láttak a sötétben, mint a Vasudvardiak. Grisnák nagydarab orkként jelenik meg a fejezetben, de alacsonyabb volt Uglúknál. Később a A király visszatérben Sagrat-ot és Gorbag-ot, két mordori uruk-hai ork-ot, hasonlóképp írják le, mint Grisnákot és csapatát.
A Gyűrűk Urában leírják az uruk-hai és a többi ork faj felszerelése és a használt jelképek heraldikája között mutatkozó különbséget. Azok az urukok és más orkok, amelyek Barad-dûr szolgálatában álltak (Mordor népe) Szauron vörös Szemének a szimbólumát használták. A mordori orkok Szauronra a Nagy Szem néven utaltak, és a pajzsukra festették a Vörös Szemet. Ezzel szemben jegyezte meg Aragorn, hogy Fehér Szarumán uruk-haijai egyáltalán nem a többi ork szokása szerint szerelkeztek fel. A hajlított szablyák helyett rövid, széles pengéjű kardokat használtak. Továbbá  tünde-rúnával jelölt vassisakot hordtak. A rúna az "sz" fonémának felel meg. Nyilvánvaló volt, hogy az "S" Szarumánt, és nem Szauront jelentett, mivel Szauron sosem szerette, ha leírták, vagy kimondták nevét. Szarumán urukjainak pajzsai feketék voltak, és egy fehér kéz jelével látták el – Szarumán jele ellentétben Szauron Vörös Szemével.
Szarumán seregének más csapatai, valamint azok melyek átvették a A Megye irányítását, valószínűleg ugyancsak ork-ember hibridek voltak. Azonban ezeket félorknak vagy koboldembereknek hívták A két toronyban. Sápadt, ferdeszemű lények voltak, és olyan magasak voltak, mint az emberek, míg az uruk-haik sötétebb bőrűek és alacsonyabb voltak. A harcra foghatóságuk tekintetében is különböztek: Szarumán uruk-haijainak harci fegyelme erősebb volt, mint mint Mordor és Mória orkjaiéi, de a félorkok közönséges banditák módjára küzdöttek. Ezeket a lényeket nem is nevezik egyszer sem orknak, míg az uruk-hait igen. A Gyűrű keresése (eredeti címe "Unfinished Tales") a Vas-folyó gázlójánál vívott első csatájáról szóló leírásában az uruk-hai és az "ork-emberek" fogalma szét van választva.

## Adaptációk
Ralph Bakshi 1978-as animált A Gyűrűk Ura-filmjében az ork fajták közötti különbség nincs jelölve, noha vannak visszatérő külső és jelmezbeli variációk .
Peter Jackson filmtrilógiájában Szarumán uruk-hai orkjait a Vasudvard alatti üregekben tenyészti, és amikor az idő megfelelő, ork szolgáival kiásatja őket. (A folyamatba pár ork szolga belepusztul, mert az ébredező szörnyetegek első ösztönös mozdulata is a gyilkosság). Itt azt állítják, hogy az uruk-haiok az orkok és a "goblinok" (a magyar szinkronban „lidércek”, ami, mivel ilyen faj is van a könyvben és a filmben, de genetikailag semmi köze nem lehet az orkokhoz, kifejezetten szerencsétlen fordítás) kereszteződése, s nem az orkoké és embereké. Tolkien műveiben a "kobold" (goblin) egy másik kifejezés az orkokra (különösen az olyan kisebbfajta, manószerű orkokra, mint a móriaiak), ám a filmekben ez a szóhasználat nem érvényesül következetesen.
A filmekben az uruk-haiok magasak, erős testalkatúak, hajuk hosszú és erős szálú. Arcukat leszámítva meglehetősen emberszerűek, megkülönböztető jellegzetességük a nagy termet, a széles, lapos és húsos, afroid orr, valamint az éles fogakból álló, állatias fogsor. Mimikájuk, gesztusaik és morgásuk kutyaféle ragadozókéra emlékeztet. Az első közülük, aki megjelenik, Lurtz (a könyvben nem szerepel), aki Boromir haláláért felelős.
Fegyverzetük jelentősen eltér a könyvben leírtaktól: a Szarumán szolgálatában álló uruk-haiaknak ugyanis az ókori hoplitákéra vagy a középkori vértesekre emlékeztető vassisakjuk, vaspajzsuk és fémpáncéljuk van, valamint számszeríjaik, továbbá hosszú vaslándzsáik. A könyvbeli fegyverzetleírásra csak az egyes harcosok által viselt görbített pengéjű kard (valószínűleg szablya) egyezik meg.
A filmben berszerker urukok is részt vettek Helm-szurdok ostromában, hogy elpusztítsák a védekező erődítményeket és felrobbantsák a külső falat. Ezek az urukok még egy átlagos uruk-hainál is nagyobbak voltak, könnyű pajzsot viseltek. Úgy készültek fel a csatára (és a halálra), hogy felvették az ellenfeleik vérrel áztatott sisakját. A heraldikai jellegzetességek is eltérnek, ugyanis a vasudvardi uruk-haik sisakján nincsenek a könyvben szereplő címerek (fehér kéz, vagy S-rúnák), ehelyett az arcukat vagy a páncéljaikat festik meg kézlenyomatokkal úgy, hogy előzőleg kezüket fehér festékmasszába mártják.
Mordornak is vannak urukjaik a hadseregben. A filmben Shagrat, a morguli orkok kapitánya és legényei uruk-hai kinézetűek. Frodó mithril páncélingje viszályt szít Gorbag, a Cirith Ungolt irányító uruk és Shagrat csapatai között. Shagrat megszegi a parancsot, miszerint a foglyok ruháit el kell vinni a Fekete Toronyba, emiatt Gorbag lázadással vádolja és megpróbálja ledöfni, de a nála erősebb uruk-hai könnyedén felülkerekedik. Shagrat ledobja Gorbagot a létrán, az ork lebucskázik a mélybe, Shagrat mulatozó emberei közé, akik közül, miután azok fenyegetően körbefogják, késével párat megöl. Az urukok és az orkok csaknem teljesen kiirtják egymást, s emiatt Samu könnyen be tud jutni az erődbe. Mindez a könyvben is hasonlóan játszódik, csak épp Shagrat és Gorbag szerepe megfordul: Gorbag, a minas morguli kapitány a lázadó, míg az uruk-hai Shagrat, Cirith Ungol kapitánya hűséges marad; jobb összhangban azzal, amit az uruk-haiok jelleméről tudunk.

## Uruk-hai a popkultúrában
Az uruk-haiokról egy ambient együttest is elneveztek. Egy black metál szólóprojektet is így hívnak. Sőt, egy Burzum nevű black metál együttest is Uruk-hainak neveztek, mielőtt a Burzum nevet felvette volna.

## Fordítás
- Ez a szócikk részben vagy egészben  az   uruk-hai című angol Wikipédia-szócikk fordításán alapul.  Az eredeti cikk szerkesztőit annak laptörténete sorolja fel. Ez a jelzés csupán a megfogalmazás eredetét és a szerzői jogokat jelzi, nem szolgál a cikkben szereplő információk forrásmegjelöléseként.